# Bourne (fiume)
Il Bourne è un corso d'acqua francese, affluente di sinistra dell'Isère che attraversa i dipartimenti dell'Isère e del Drôme, nella regione dell'Alvernia-Rodano-Alpi.

## Percorso
Nasce nel Parco naturale regionale del Vercors, nel dipartimento dell'Isère, nel territorio del comune di Lans-en-Vercors, in località "les Jailleux. Il torrente scorre inizialmente per circa 7 km lungo un asse nord-sud su un altopiano situato tra Lans-en-Vercors e Villard-de-Lans, prima di entrare in una gola che scorre generalmente verso ovest.
Il Bourne diventa un fiume quando raggiunge il bacino di Royans, dove sfocia nell'Isère al confine dei comuni di Saint-Hilaire-du-Rosier, Saint-Just-de-Claix e Saint-Nazaire-en-Royans.

### Comuni attraversati
- Lans-en-Vercors
- Villard-de-Lans
- Rencurel
- Saint-Julien-en-Vercors
- Choranche
- Châtelus
- Sainte-Eulalie-en-Royans
- Pont-en-Royans
- Auberives-en-Royans
- Saint-Laurent-en-Royans
- Saint-Just-de-Claix
- Saint-Thomas-en-Royans
- La Motte-Fanjas
- Saint-Nazaire-en-Royans

## Principali affluenti
I principali affluenti del fiume sono:
- Lyonne - affluente di sinistra
- Vernaison - affluente di sinistra